# Liste der denkmalgeschützten Objekte in Rozvadov
Grundlage dieser Liste der denkmalgeschützten Objekte in Rozvadov ist die ÚSKP-Liste (Ústřední seznam kulturních památek České republiky, deutsch Zentrale Liste der Kulturdenkmäler der Tschechischen Republik), die von der tschechischen Denkmalschutzbehörde NPÚ (Národní památkový ústav, deutsch Nationale Denkmalbehörde) seit 1987 geführt wird und an die seit dem Jahr 1850 geschaffenen Listen anschließt.

## Denkmalgeschützte Objekte nach Ortsteilen

### Rozvadov
| Lage                              | Objekt        | Beschreibung                                                                                               | ÚSKP-Nr.                  | Bild |
| --------------------------------- | ------------- | --- | ------------------------- | ---- |
| zwischen Rozvadov und Waidhaus () | Tilly-Schanze | Feldbefestigungen aus dem Dreißigjährigen Krieg, errichtet unter Johann T’Serclaes von Tilly, Bodendenkmal | 11982/4-5093 Info Katalog |      |

### Diana
| Lage             | Objekt            | Beschreibung               | ÚSKP-Nr.                  | Bild           |
| ---------------- | ----------------- | -------------------------- | ------------------------- | -------------- |
| Diana (Standort) | Jagdschloss Diana | barockes Jagdschloss Diana | 41888/4-1887 Info Katalog | weitere Bilder |

### Svatá Kateřina
| Lage                                      | Objekt                   | Beschreibung             | ÚSKP-Nr.                  | Bild                     |
| ----------------------------------------- | ------------------------ | ------------------------ | ------------------------- | ------------------------ |
| Svatá Kateřina (Standort)                 | Kirche St. Katharina     | Kirche St. Katharina     | 34779/4-1888 Info Katalog | weitere Bilder           |
| Svatá Kateřina 5 (Standort)               | Wohngebäude, Beamtenhaus | Wohngebäude, Beamtenhaus | 100103 Info Katalog       | Wohngebäude, Beamtenhaus |
| gegenüber von Svatá Kateřina 5 (Standort) | Kornspeicher             | Kornspeicher             | 29799/4-1889 Info Katalog | Kornspeicher             |